# Вибе, Иван Иванович
Иван Иванович Вибе (14 (27) декабря 1902, с. Либенау, Больше-Токмакская волость, Бердянский уезд, Таврическая губерния, Российская империя — 27 декабря 1969, Челябинск, СССР) — советский учёный, специалист в области теории двигателей внутреннего сгорания, доктор технических наук, профессор.

## Биография

### Запорожье
Иван Иванович Вибе родился в селе Либенау Больше-Токмакской волости Таврической губернии (ныне входит в состав села Остриковка Запорожской области Украины). В ранние годы с семьёй переехал в город Александровск (ныне — Запорожье). После окончания в 1916 году школы работал сначала в литейном, а затем в токарном цехах на Александровском заводе земледельческих машин А. Я. Копа, одновременно обучаясь на рабочем факультете Запорожского индустриального техникума, который вскоре стал называться машиностроительным институтом.
В 1921 году Вибе был призван на военную службу в кавалерию Красной армии, однако спустя два месяца был демобилизован из-за воспаления лёгких. Оправившись от болезни, восстановился в машиностроительном институте. После окончания института в 1926 году получил назначение на завод имени Энгельса в Хортице, где работал конструктором, а позднее заведующим техническим отделом.

### Ленинград
В 1932 году переехал вместе с женой Серафимой Викторовной и двумя сыновьями в Ленинград, где поступил в аспирантуру при Ленинградском институте гражданского воздушного флота и параллельно занимался преподавательской деятельностью. Летом 1938 года на учёном совете Ленинградского политехнического института Иван Иванович защитил диссертацию на соискание ученой степени кандидата технических наук на тему «Теоретическое исследование рабочего процесса бескомпрессорного дизеля». В связи с ростом германского милитаризма и началом противостояния нацистской Германии и СССР осенью того же года начальник института был вынужден уволить этнического немца Вибе с надуманной формулировкой: «1 сентября 1938 года. Уволен в связи с изменением учебных планов». Тогда же, в сентябре 1938 года, Иван Иванович временно устроился в Центральный институт водного транспорта.

### Сталинград
К концу 1938 года Наркомат высшего образования постановил перевести доцента Ивана Ивановича Вибе в Сталинград. В январе 1939 года он становится сотрудником этого Сталинградского механического института, а вскоре назначается заведующим кафедрой «Спецдвигатели» — под этим названием «маскировалась» кафедра танковых двигателей, которые выпускал Сталинградский тракторный завод. Позднее Вибе предлагали занять пост заместителя директора института по науке, но он отказался, сосредоточившись на науке.
Именно в Сталинграде к 1940 году Иван Иванович «довёл до ума» основную часть своей знаменитой на весь мир формулы по сгоранию топлива в двигателях внутреннего сгорания, которая позволяла сделать наиболее точный на то время тепловой расчёт двигателя.

### Великая Отечественная война
В августе 1941 года после начала Великой Отечественной войны по указу Советом Народных Комиссаров о переселении лиц немецкой национальность вглубь страны Ивана Ивановича вместе с семьёй высылают из Сталинграда на барже по Волге до Гурьева (ныне — Атырау), а далее железной дорогой — в Восточный Казахстан.
В декабре 1942 года Ивана Ивановича мобилизуют в Трудармию, а с января 1943 года он уже работал в Прокопьевске на шахте имени Ворошилова механиком подземного транспорта. Позднее он был переведён в учебно-курсовой комбинат треста «Прокопьевскуголь», где вновь занялся преподавательской деятельностью.

### Свердловск
В мае 1948 года, спустя три года после окончания войны, Ивану Ивановичу Вибе, заместитель министра МВД СССР дал разрешение поездку на Урал под пристальным наблюдением спецкомендатуры для спецпереселенцев. Как итог — он устроился ассистентом кафедры графики в Свердловском горном институте, где продвинулся в постулировании своей формулы сгорания и сформулировал новое понятие — «показатель характеристики сгорания». Полуэмпирическая, так называемая «Формула сгорания Вибе» (или «Закон сгорания Вибе») приобрела окончательный вид:
где {\displaystyle X} — доля топлива, сгоревшего в течение некоторого времени {\displaystyle t}; {\displaystyle t_{z}} — условная продолжительность сгорания; {\displaystyle m} — показатель характеристики сгорания.
Впрочем, на первой после войны конференции по двигателям при Академии наук СССР, проходившей летом 1954 года в Москве, идеи Вибе остались не принятыми ведущими учеными отечественного двигателестроения. В сентябре того же года Иван Иванович приступил к работе в Свердловском сельскохозяйственном институте, заняв должность заведующего кафедрой тракторов, автомобилей и энергетики. В январе 1957 года в журнале «Автомобильная и тракторная промышленность», тираж которого составил 18 000 экземпляров, Вибе публикует статью, в которой обстоятельно отражает все свои наработки. Однако его идеи вновь не находят отклика у отечественных учёных.

### Челябинск
Главным событием 1962 года для Вибе стал выход в печать его книги «Новое о рабочем цикле двигателей». Само название Ивану Ивановичу не очень нравилось, однако на нём настояли редакторы из Машгиза. Вторым событием того же года стал переезд в Челябинск, где он преподавал на кафедре «Двигатели внутреннего сгорания» в Челябинском политехническом институте (ЧПИ). В августе 1962 года Вибе окончательно принимает решение о защите докторской диссертации. В начале 1963 года Учёный совет ЧПИ разослал запросы в десятки адресов, и в ответ получил массу положительных отзывов от институтов и заводов. В мае докторская диссертация была успешно защищена, а спустя год Москва подтвердила присуждение Ивану Ивановичу Вибе ученой степени доктора технических наук. Несмотря на то, что звание профессора, как правило, вручается автоматически при получении докторской степени, с Иваном Ивановичем всё обстояло иначе. Бывший заведующий кафедрой ДВС выступил против, заявив, что наработки Вибе не были внедрены в производство, чего требовала от учёных КПСС. После довольно продолжительных баталий Учёный совет Челябинского политехнического постановил ходатайствовать о присвоении Ивану Ивановичу Вибе звания профессора. Из Москвы пришёл документ: «Решением Высшей аттестационной комиссии от 3 марта 1965 года Вибе Иван Иванович утверждён в ученом звании профессора по кафедре Двигатели внутреннего сгорания».
К этому времени уже прошло три года, как в немецкой печати была опубликована статья Альфреда Янте о «Законе сгорания Вибе», а курсы новых расчётов двигателей уже читались в высших учебных заведениях Германии и Чехословакии. Доктор-инженер Франц Майснер из Дрезденской высшей технической школы перевёл на немецкий язык книгу Вибе и просил разрешения на её публикацию.
Под руководством Вибе кафедра ДВС ЧПИ одной из первых в стране стала применять ЭВМ для расчёта и исследования процессов в поршневых двигателях. С его приходом авторитет кафедры резко вырос: она стала известной и за пределами вуза. Была организована подготовка кадров высшей квалификации по ДВС. Первым аспирантом стал один из ближайших его учеников Михаил Флорович Фарафонтов, впоследствии — ведущий доцент кафедры. Несколько позже аспирантами Вибе были Борис Александрович Шароглазов, Адольф Павлович Ставров, Александр Николаевич Лаврик, Евгений Анатольевич Лазарев, Вячеслав Михайлович Бунов и другие. Все они стали кандидатами наук, а пятеро защитили докторские диссертации по важнейшим проблемам расчёта, исследования и создания поршневых двигателей внутреннего сгорания.
27 декабря 1969 года Иван Иванович Вибе скончался от сердечного приступа. Чтобы поместить в Челябинской газете некролог на смерть учёного, потребовалось получать согласие горкома партии. Похоронен на Успенском кладбище Челябинска.